# Побег из тюрьмы Мэйз
Побег из тюрьмы Мэйз (англ. Maze Prison escape), в некоторых источниках Великий побег (англ. Great Escape) — инцидент, случившийся 25 сентября 1983 года в тюрьме её величества Мэйз в графстве Антрим, Северная Ирландия, когда 38 заключённых, которые были членами Временной Ирландской республиканской армии (ИРА), сбежали из тюремного блока Н7. Ранее называвшаяся Лонг-Кеш тюрьма Мэйз была тюрьмой максимальной безопасности и считалась одной из наиболее защищённых от побегов тюрем Европы. В ней содержались заключённые, участвовавшие в военизированных кампаниях в период конфликта в Северной Ирландии.
Данный побег является крупнейшим по количеству сбежавших узников в британской истории. В результате побега один из тюремщиков умер от сердечного приступа, ещё двадцать получили ранения, включая двоих, которые были ранены выстрелами из оружия, контрабандно пронесённого в тюрьму. Побег стал большим подспорьем для пропаганды ИРА. Слышались призывы к отставке правительства. Официальное расследование возложило основную долю ответственности на персонал тюрьмы, который в свою очередь назвал основной причиной побега политическое вмешательство в деятельность тюрьмы.

## Предыдущие побеги
В период конфликта в Северной Ирландии заключённым из ирландских республиканских группировок удавалось несколько массовых побегов. 17 ноября 1971 года девять заключённых (группа «Кенгуру Крамлин») бежали из тюрьмы Крамлин-роуд, перебросив через стену верёвочные лестницы. Двое беглецов были пойманы, но оставшейся семёрке удалось перейти через границу с Ирландской Республикой, позднее они появились на пресс-конференции в Дублине. 17 января 1972 года семеро интернированных (позднее их называли «волшебной семёркой») бежали вплавь из плавучей тюрьмы (бывшей плавучей базы HMS Maidstone). 31 октября 1973 года три ведущих члена ИРА, включая бывшего главу штаба Шимуса Твуми, бежали из дублинской тюрьмы Маунтджой на вертолёте, который приземлился на прогулочном дворе тюрьмы. Ирландская музыкальная группа Wolfe Tones написала в честь побега песню «The Helicopter Song» (Вертолётная песня), которая заняла верхние строчки в списках ирландских популярных музыкальных чартов. 18 августа 1974 года 19 членов ИРА бежали из тюрьмы Порт-Лиише, разоружив охрану и подорвав ворота гремучим студнем. 6 ноября 1974 года 33 заключённых попытались бежать из тюрьмы Лонг-Кеш, выкопав туннель. Член ИРА Хью Кони (Hugh Coney) был пристрелен часовым, 29 остальных беглецов были захвачены в нескольких шагах от тюрьмы, трое оставшихся оказались под стражей в течение последующих суток. В марте 1975 года десять заключённых бежали из зала суда в Ньюри в ходе процесса над ними за попытку побега из Лонг-Кеша. В число беглецов входил Ларри Марли, позднее он стал одним из организаторов побега 1983 года. 10 июня 1981 года восемь членов ИРА находящихся под стражей (в их число входили Анджело Фуско, Пол Маги и Джо Доэрти) бежали из тюрьмы Крамлин-роуд. Заключённые, вооружённые тремя пистолетами, пронесёнными в тюрьму, забрали униформу тюремщиков и выбрались из тюрьмы.

## Побег

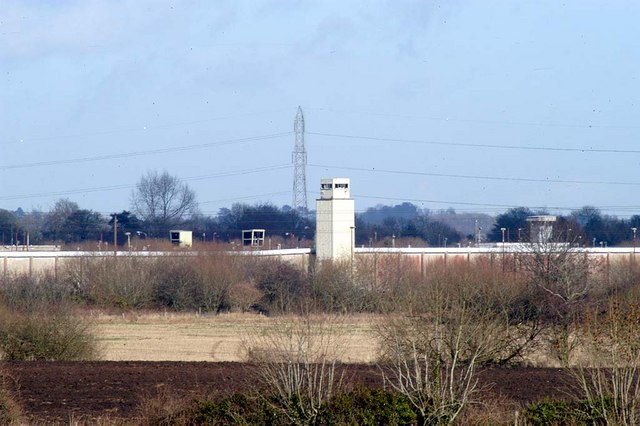
Вид тюрьмы Мэйз

Тюрьма её величества Мэйз считалась одной из наиболее защищённых от побегов тюрем Европы. В дополнение к заборам высотой 4,6 метра, каждый Н-блок был обнесён 5,5-метровой бетонной стеной, поверху которой проходила колючая проволока. Все ворота комплекса были отлиты из цельной стали и управлялись электроникой. Заключённые разрабатывали план побега несколько месяцев. Бобби Стори и Герри Келли приступили к работе санитарами блока Н7, что позволило им найти слабые места в системах безопасности. Воспользовавшись этими прорехами в тюрьму удалось переправить шесть пистолетов. 25 сентября после 14:30 заключённые установили контроль над блоком Н7 и угрожая оружием тюремщикам, не дали им возможности поднять тревогу. Одного из тюремщиков ударили складным ножом, другого свалили ударом по голове сзади. Тюремщик, пытавшийся сорвать побег, был ранен узником Герри Келли.
К 14:50 заключённые установили полный контроль над блоком Н7. Двенадцать заключённых забрали униформы тюремщиков, которым пришлось также отдать ключи от своих машин, что могло в дальнейшем способствовать побегу. Для надзора над заложниками и недопущения объявления тревоги была оставлена отдельная группа. После того как, по предположениям, беглецы покинули тюрьму группа должна была разойтись по камерам. В 15:25 ко входу блока Н7 подъехал грузовик с продуктами. Брендан Макфарлан (приговоренный к пожизненному заключению за нападение на бар «Байардо») и другие заключённые захватили пассажиров грузовика и, угрожая оружием, завели их в блок Н7. Заключённые сказали водителю, что воспользуются грузовиком для побега, объяснили, какой дорогой ехать и как действовать в разных ситуациях. Бобби Стори заявил водителю: «Этот парень (Герри Келли) отбывает 30-летний срок и он без колебаний пристрелит тебя, если будет вынужден. Ему нечего терять».
В 15:50 заключённые покинули блок Н7, водителя и тюремщика посадили в грузовик. Водителя привязали к педали сцепления за ногу. 37 заключённых залезли в фургон, а Гэри Келли лёг на пол кабины, нацелив пистолет на водителя. Водителю также сказали, что в кабине находится мина-ловушка, сделанная из гранаты. Примерно в 16:00 грузовик начал движение к главным воротам, заключённые собирались захватить сторожку. Десять заключённых, надевших униформу охранников, вооружились пистолетами и стамесками, вышли из грузовика, вошли в сторожку и захватили в заложники находящихся там сотрудников В 16:05 охранники перешли к сопротивлению, одному из них удалось нажать кнопку тревоги. На запросы по интеркому старший охранник, находившийся на мушке у заключённых, ответил, что кнопка нажата случайно. К этому времени у заключённых начались проблемы с контролем над сторожкой из-за увеличивающегося числа заложников. Сотрудники, прибывающие на работу, заходили с улицы в сторожку и под дулом пистолетов присоединялись к остальным заложникам. Сотруднику Джеймсу Феррису удалось выскочить из сторожки через дверь для пешеходов, он побежал поднимать тревогу, вдогонку за ним бросился Дермот Финукейн. Ферриса трижды ударили кинжалом в грудь, он упал замертво и не успел поднять тревогу.
Финукейн проследовал в дверь для пешеходов, где заколол охранника, отпирающего дверь и двух сотрудников, только что вошедших в тюрьму. Его действия заметил охранник на вышке и доложил в команду боевых действий, что видел дерущихся тюремщиков. Оттуда позвонили в дежурную службу Emergency Control Room (ECR), где ответили что всё в порядке и тревога поднята случайно. В 16:12 тревогу подняли снова, когда сотрудник, находящийся в заложниках, вытолкал из сторожки заключённого и позвонил в ECR. После нескольких попыток заключённые открыли главные ворота и стали ждать остальных своих товарищей, всё ещё находящихся в сторожке. В это время два сотрудника заблокировали выход своими машинами, что вынудило заключённых покинуть грузовик и броситься к внешней ограде, находящейся в 25 ярдах. Четыре заключённых напали на одного из сотрудников, завладели его машиной и направили её к внешним воротам. Близ ворот они разбили машину и оставили её. Два заключённых бежали через ворота, одного захватили, когда он вылезал из машины, другого догнал охранник. У главных ворот сотрудник, преследующий оставшихся двоих заключённых, ещё не достигших забора, был ранен в ногу. Подстреливший его заключённый был в свою очередь ранен выстрелом охранника с вышки и захвачен, другого поймали после того как он упал. Другим заключённым удалось перелезть через забор и бежать. В 16:18 главные ворота были закрыты и восстановлен полный контроль. Всего удалось бежать 35 заключённым. Побег стал величайшим в британской истории и самым большим в Европе после Второй мировой войны.
За пределами тюрьмы ИРА спланировали операцию поддержки, в которой приняли участие 100 вооружённых членов группировки. Но из-за ошибки в пять минут заключённые не нашли транспорта, ожидающего их, и им пришлось спасаться бегством через поля или угонять машины. Командование британской армии и королевской полиции Ольстера немедленно привело в действие план на случай чрезвычайных обстоятельств, в 16:25 тюрьму окружило кольцо машин, ставших пропускными пунктами, позднее были заняты стратегические пункты в Северной Ирландии. В 23:00 был захвачен один из беглецов.
В ходе побега двадцать тюремщиков получили ранения, тринадцать были избиты, четверо получили ножевые ранения, двое — огнестрельные. Джеймс Феррис умер от сердечного приступа во время побега.

## Реакция
Побег стал крупным успехом для пропаганды и поднятия духа ИРА, ирландские республиканцы назвали его «Великим побегом». Лидер унионистов Иан Пейсли призвал парламентского заместителя государственного секретаря по Северной Ирландии уйти в отставку. Премьер-министр Великобритании Маргарет Тэтчер, находившаяся с визитом в Канаде, сделала заявление в Оттаве: «Это тяжелейший провал в нашей современной истории за которым должно последовать очень тщательное расследование». На следующий день после побега государственный секретарь по Северной Ирландии Джеймс Приор объявил о проведении расследования под руководством Джеймса Хеннеси, главного инспектора тюрем её величества. Доклад Хеннеси был опубликован 26 января 1984 года, основная вина возлагалась на персонал тюрьмы, был озвучен ряд рекомендаций по усилению безопасности тюрьмы. В докладе также обвинялись проектировщики тюрьмы, Министерство по делам Северной Ирландии и предыдущие директора тюрьмы, которым не удалось усилить безопасность. Джеймс Приор объявил, что директор тюрьмы ушёл в отставку и что по результатам доклада в министерстве не будет никаких отставок. Через четыре дня после выхода доклада Хеннеси министр тюрем Николас Скотт отверг обвинения профсоюзов тюремных директоров и тюремных офицеров, что побег стал возможен из-за политического вмешательства в управление тюрьмой. 25 октября 1984 года девятнадцать заключённых предстали перед судом по обвинению, связанному с гибелью тюремного офицера Джеймса Ферриса, шестнадцать из девятнадцати были обвинены в его убийстве. Патологоанатом заявил, что ножевые ранения, полученные Феррисом, не убили бы здорового человека. Судья оправдал 16 обвиняемых, поскольку не смог связать ножевые удары с сердечным приступом.

## Судьба беглецов
Пятнадцать беглецов были пойманы в первый же день, включая четырёх, прятавшихся в водоёме близ тюрьмы, они скрывались под водой, используя трубки для дыхания. В следующие два дня были пойманы ещё четверо беглецов, включая Хью Кори и Патрика Макинтайра, которые были схвачены после двухчасовой осады находящегося на отшибе фермерского домика. Из оставшихся 19 беглецов 18 достигли базы республиканцев в южном Арме, где двое членов бригады ИРА южного Арма должны были развезти их по убежищам. Беглецам предложили вернуться к активной службе в вооружённом сопротивлении ИРА или получить работу и новые личности в США.
Беглец Киран Флеминг в декабре 1984 года утонул в реке Банах близ Кеша, пытаясь уйти из засады, устроенной САС, в которой был убит его товарищ по ИРА Антуан Макгиола Бридх. Джерард Макдонелл был захвачен в июне 1985 года в Глазго вместе с четырьмя членами ИРА, включая Патрика Маги, террориста, взорвавшего отель «Брайтон» и осуждён за сговор с целью устроить шестнадцать взрывов в Англии. Симус Макэлвайн был убит САС в Росли в апреле 1986. Гэри Келли и Брендан Макфарлан были возвращены в тюрьму в декабре 1986 года после экстрадиции из Амстердама, где они в январе того же года были арестованы. После этого на свободе осталось ещё 12 беглецов. Патрик Маккирни и семь бойцов бригады восточный Тирон были убиты, наткнувшись на засаду САС в Лафголле в мае 1987 года, это стало самой большой потерей в ИРА в людях с 1920-х годов. В ноябре 1987 года Пол Кейн и руководитель побега Дермот Финукейн (брат белфастского адвоката Пата Финукейна, убитого ополченцами-лоялистами в 1989 году) были арестованы в Гранарде (графство Лонгфорд, Ирландия) по ордерам об экстрадиции, выпущенными британскими властями. Роберт Рассел был в 1984 году арестован в Дублине и в августе 1988 года отправлен в Северную Ирландию. Пол Кейн был выдан в апреле 1989 года. В марте 1990 года Верховный суд Ирландии в Дублине приостановил выдачу Джеймса Пуиса Кларка и Дермота Финукейна на основании того, что с ними «будут плохо обращаться тюремщики», если их возвратят в тюрьму Северной Ирландии.
Кевин Барри Арт, Пол Бреннан, Джеймс Смит и Терренс Кирби, известные как «четвёрка из блока Н», были арестованы в США в 1992—1994 годах, произошли несколько длительных юридических баталий по вопросу их выдачи. Смит в 1996 году был выдан в Северную Ирландию и возвращён в тюрьму. В 1998 году он был освобождён по условиям Белфастского соглашения. Тони Келли был арестован в Леттеркенни (графство Донегол, Ирландия) в октябре 1997 года, но ему удалось сорвать выдачу. В 2000 году британское правительство объявило, что запросы на выдачу Бреннана, Артта и Кирби отменены как условие Белфастского соглашения. Беглецы продолжали официально числиться в розыске, но в 2003 году тюремная служба её величества заявила, что они «активно не преследуются». Дермот Макнелли, проживающий к тому времени в Ирландской Республике и выслеженный в 1996 году и Дермот Финукейн получили амнистию в январе 2002 года, которая позволяла им при желании вернуться в Северную Ирландию. Тем не менее Тони Макалистеру не была дарована амнистия, которая позволила бы ему вернуться домой в Белфаст. По состоянию на сентябрь 2003 года, никто так и не напал на след двух беглецов: Джерарда Фрайерса и Симуса Кэмпбелла. В сентябре 2003 года свыше 800 республиканцев устроили сходку в отеле города Донегола, чтобы отметить двадцатую годовщину побега, описанную Джеффри Дональдсоном, членом парламента от юнионистской партии Ольстера, как «бесчувственную, неуместную и совершенно ненужную».

## Последующие попытки побега
10 августа 1984 года заключённый-лоялист Бенджамин Редферн, член Ассоциации обороны Ольстера предпринял попытку побега из тюрьмы Мейз, спрятавшись в кузове мусоровоза, но погиб, угодив в механизм пресса.
7 июля 1991 года заключённые ИРА Нессан Кинливейн и Пирс Макаули бежали из лондонской тюрьмы Брикстон, где находились под стражей. Они воспользовались оружием, пронесённым в тюрьму, и во время бегства ранили водителя.
9 сентября 1994 года шесть заключённых, включая грабителя Дэнни Макнейми и четырёх членов ИРА, в том числе Пола Маги, бежали из тюрьмы Уайтмур. Заключённые, располагающие двумя единицами оружия, пронесённого в тюрьму, сделали из простынь верёвки с узлами и вскарабкались на стены. Во время бегства один из охранников получил огнестрельное ранение. Заключённые были захвачены охранниками и полицейскими во время бегства через поля.
В марте 1997 года в блоке Н7 тюрьмы Мейз был обнаружен туннель, освещаемый электрическими лампочками и не доходивший 24 метра до внешней стены, но выходивший за стену периметра блока.
10 декабря 1997 года заключённый ИРА 32-летний Лайам Эйврилл, отбывающий пожизненное заключение после убийства двух протестантов, бежал из тюрьмы Мейз, переодевшись в женщину. Ему удалось смешаться с группой родственников заключённых, отмечающих Рождество и уехать на автобусе, который вывез родственников из тюрьмы. Он не был арестован и его дальнейшая судьба осталась неизвестной.